# بكر كوي
بكر كوي (بالتركية: Bakırköy)‏ هي مديرية، في تركيا، تقع في إسطنبول، بلغ عدد سكانها 222,668 نسمة وذلك حسب إحصائيات سنة 2018.

## المناخ
تمتاز باكيركوي بمناخ البحر الأبيض المتوسط (Csa،Cs)، تحد مناخ شبه مداري رطب (Cfa،Cf) وفقًا لتصنيفات مناخ كوبن وتريوارثا - تتميز بشتاء بارد وصيف دافئ إلى حار. تعتبر باكيركوي، عمومًا، أكثر المناطق دفئًا في إسطنبول، حيث يبلغ متوسط درجة الحرارة حوالي 15 درجة °مئوية (59 درجة °فهرنهايت)، مع اختلاف كبير خصوصًا في فصل الصيف.
| البيانات المناخية لـفلوريا, اسطنبول (معدل 1981–2010، القصوى 1950–2021، الأيام المثلجة 1990-2005) | البيانات المناخية لـفلوريا, اسطنبول (معدل 1981–2010، القصوى 1950–2021، الأيام المثلجة 1990-2005) | البيانات المناخية لـفلوريا, اسطنبول (معدل 1981–2010، القصوى 1950–2021، الأيام المثلجة 1990-2005) | البيانات المناخية لـفلوريا, اسطنبول (معدل 1981–2010، القصوى 1950–2021، الأيام المثلجة 1990-2005) | البيانات المناخية لـفلوريا, اسطنبول (معدل 1981–2010، القصوى 1950–2021، الأيام المثلجة 1990-2005) | البيانات المناخية لـفلوريا, اسطنبول (معدل 1981–2010، القصوى 1950–2021، الأيام المثلجة 1990-2005) | البيانات المناخية لـفلوريا, اسطنبول (معدل 1981–2010، القصوى 1950–2021، الأيام المثلجة 1990-2005) | البيانات المناخية لـفلوريا, اسطنبول (معدل 1981–2010، القصوى 1950–2021، الأيام المثلجة 1990-2005) | البيانات المناخية لـفلوريا, اسطنبول (معدل 1981–2010، القصوى 1950–2021، الأيام المثلجة 1990-2005) | البيانات المناخية لـفلوريا, اسطنبول (معدل 1981–2010، القصوى 1950–2021، الأيام المثلجة 1990-2005) | البيانات المناخية لـفلوريا, اسطنبول (معدل 1981–2010، القصوى 1950–2021، الأيام المثلجة 1990-2005) | البيانات المناخية لـفلوريا, اسطنبول (معدل 1981–2010، القصوى 1950–2021، الأيام المثلجة 1990-2005) | البيانات المناخية لـفلوريا, اسطنبول (معدل 1981–2010، القصوى 1950–2021، الأيام المثلجة 1990-2005) | البيانات المناخية لـفلوريا, اسطنبول (معدل 1981–2010، القصوى 1950–2021، الأيام المثلجة 1990-2005) |
| الشهر                                                                                            | يناير                                                                                            | فبراير                                                                                           | مارس                                                                                             | أبريل                                                                                            | مايو                                                                                             | يونيو                                                                                            | يوليو                                                                                            | أغسطس                                                                                            | سبتمبر                                                                                           | أكتوبر                                                                                           | نوفمبر                                                                                           | ديسمبر                                                                                           | المعدل السنوي                                                                                    |
| ------------------------------------------------------------------------------------------------ | ------------------------------------------------------------------------------------------------ | ------------------------------------------------------------------------------------------------ | ------------------------------------------------------------------------------------------------ | ------------------------------------------------------------------------------------------------ | ------------------------------------------------------------------------------------------------ | ------------------------------------------------------------------------------------------------ | ------------------------------------------------------------------------------------------------ | ------------------------------------------------------------------------------------------------ | ------------------------------------------------------------------------------------------------ | ------------------------------------------------------------------------------------------------ | ------------------------------------------------------------------------------------------------ | ------------------------------------------------------------------------------------------------ | ------------------------------------------------------------------------------------------------ |
| الدرجة القصوى °م (°ف)                                                                            | 19.7 (67.5)                                                                                      | 24.0 (75.2)                                                                                      | 25.1 (77.2)                                                                                      | 29.6 (85.3)                                                                                      | 33.8 (92.8)                                                                                      | 39.2 (102.6)                                                                                     | 40.0 (104.0)                                                                                     | 39.4 (102.9)                                                                                     | 37.5 (99.5)                                                                                      | 34.0 (93.2)                                                                                      | 28.0 (82.4)                                                                                      | 22.5 (72.5)                                                                                      | 40.0 (104.0)                                                                                     |
| متوسط درجة الحرارة الكبرى °م (°ف)                                                                | 8.6 (47.5)                                                                                       | 8.8 (47.8)                                                                                       | 11.3 (52.3)                                                                                      | 16.5 (61.7)                                                                                      | 21.5 (70.7)                                                                                      | 26.4 (79.5)                                                                                      | 28.9 (84.0)                                                                                      | 29.1 (84.4)                                                                                      | 25.1 (77.2)                                                                                      | 19.9 (67.8)                                                                                      | 14.5 (58.1)                                                                                      | 10.5 (50.9)                                                                                      | 18.4 (65.2)                                                                                      |
| المتوسط اليومي °م (°ف)                                                                           | 6.0 (42.8)                                                                                       | 5.8 (42.4)                                                                                       | 7.9 (46.2)                                                                                       | 12.3 (54.1)                                                                                      | 17.2 (63.0)                                                                                      | 22.0 (71.6)                                                                                      | 24.6 (76.3)                                                                                      | 24.9 (76.8)                                                                                      | 21.0 (69.8)                                                                                      | 16.5 (61.7)                                                                                      | 11.5 (52.7)                                                                                      | 8.0 (46.4)                                                                                       | 14.8 (58.7)                                                                                      |
| متوسط درجة الحرارة الصغرى °م (°ف)                                                                | 3.4 (38.1)                                                                                       | 2.9 (37.2)                                                                                       | 4.5 (40.1)                                                                                       | 8.1 (46.6)                                                                                       | 12.9 (55.2)                                                                                      | 17.6 (63.7)                                                                                      | 20.3 (68.5)                                                                                      | 20.7 (69.3)                                                                                      | 17.0 (62.6)                                                                                      | 13.2 (55.8)                                                                                      | 8.5 (47.3)                                                                                       | 5.5 (41.9)                                                                                       | 11.2 (52.2)                                                                                      |
| أدنى درجة حرارة °م (°ف)                                                                          | −12.6 (9.3)                                                                                      | −9.0 (15.8)                                                                                      | −7.1 (19.2)                                                                                      | −2.8 (27.0)                                                                                      | 0.5 (32.9)                                                                                       | 4.7 (40.5)                                                                                       | 10.0 (50.0)                                                                                      | 9.0 (48.2)                                                                                       | 7.4 (45.3)                                                                                       | −0.6 (30.9)                                                                                      | −2.9 (26.8)                                                                                      | −6.8 (19.8)                                                                                      | −12.6 (9.3)                                                                                      |
| الهطول مم (إنش)                                                                                  | 77.8 (3.06)                                                                                      | 72.3 (2.85)                                                                                      | 59.1 (2.33)                                                                                      | 44.8 (1.76)                                                                                      | 41.9 (1.65)                                                                                      | 35.9 (1.41)                                                                                      | 30.0 (1.18)                                                                                      | 43.2 (1.70)                                                                                      | 39.3 (1.55)                                                                                      | 90.0 (3.54)                                                                                      | 85.7 (3.37)                                                                                      | 103.0 (4.06)                                                                                     | 723.1 (28.47)                                                                                    |
| متوسط أيام هطول الأمطار (≥ 0.1 mm)                                                               | 17.0                                                                                             | 16.8                                                                                             | 15.1                                                                                             | 10.3                                                                                             | 7.7                                                                                              | 5.9                                                                                              | 3.4                                                                                              | 5.1                                                                                              | 8.4                                                                                              | 11.7                                                                                             | 12.1                                                                                             | 16.3                                                                                             | 129.8                                                                                            |
| متوسط الأيام المثلجة (≥ 0.1 cm)                                                                  | 2.7                                                                                              | 3.5                                                                                              | 0.6                                                                                              | 0.0                                                                                              | 0.0                                                                                              | 0.0                                                                                              | 0.0                                                                                              | 0.0                                                                                              | 0.0                                                                                              | 0.0                                                                                              | 0.2                                                                                              | 1.0                                                                                              | 8.0                                                                                              |
| ساعات سطوع الشمس الشهرية                                                                         | 78.9                                                                                             | 79.1                                                                                             | 117.0                                                                                            | 149.2                                                                                            | 196.3                                                                                            | 214.9                                                                                            | 247.3                                                                                            | 224.3                                                                                            | 167.0                                                                                            | 121.8                                                                                            | 90.0                                                                                             | 70.3                                                                                             | 1٬756٫1                                                                                          |
| ساعات سطوع الشمس اليومية                                                                         | 2.5                                                                                              | 2.8                                                                                              | 3.8                                                                                              | 5.0                                                                                              | 6.3                                                                                              | 7.2                                                                                              | 7.9                                                                                              | 7.2                                                                                              | 5.5                                                                                              | 3.9                                                                                              | 3.0                                                                                              | 2.3                                                                                              | 4.8                                                                                              |
| نسبة وصول أشعة الشمس                                                                             | 25                                                                                               | 26                                                                                               | 32                                                                                               | 42                                                                                               | 45                                                                                               | 48                                                                                               | 52                                                                                               | 51                                                                                               | 46                                                                                               | 35                                                                                               | 30                                                                                               | 25                                                                                               | 38                                                                                               |
| المصدر:                                                                                          |                                                                                                  |                                                                                                  |                                                                                                  |                                                                                                  |                                                                                                  |                                                                                                  |                                                                                                  |                                                                                                  |                                                                                                  |                                                                                                  |                                                                                                  |                                                                                                  |                                                                                                  |

## أعلام
- منير أوزكول
- أركان هوروز
- آراس أوزبيليز
- أوكبين أولوباي
- مصطفى سارب